# Allium lehmannianum
Allium lehmannianum là một loài thực vật có hoa trong họ Amaryllidaceae. Loài này được Merckl. ex Bunge mô tả khoa học đầu tiên năm 1851.